# نيشانجي

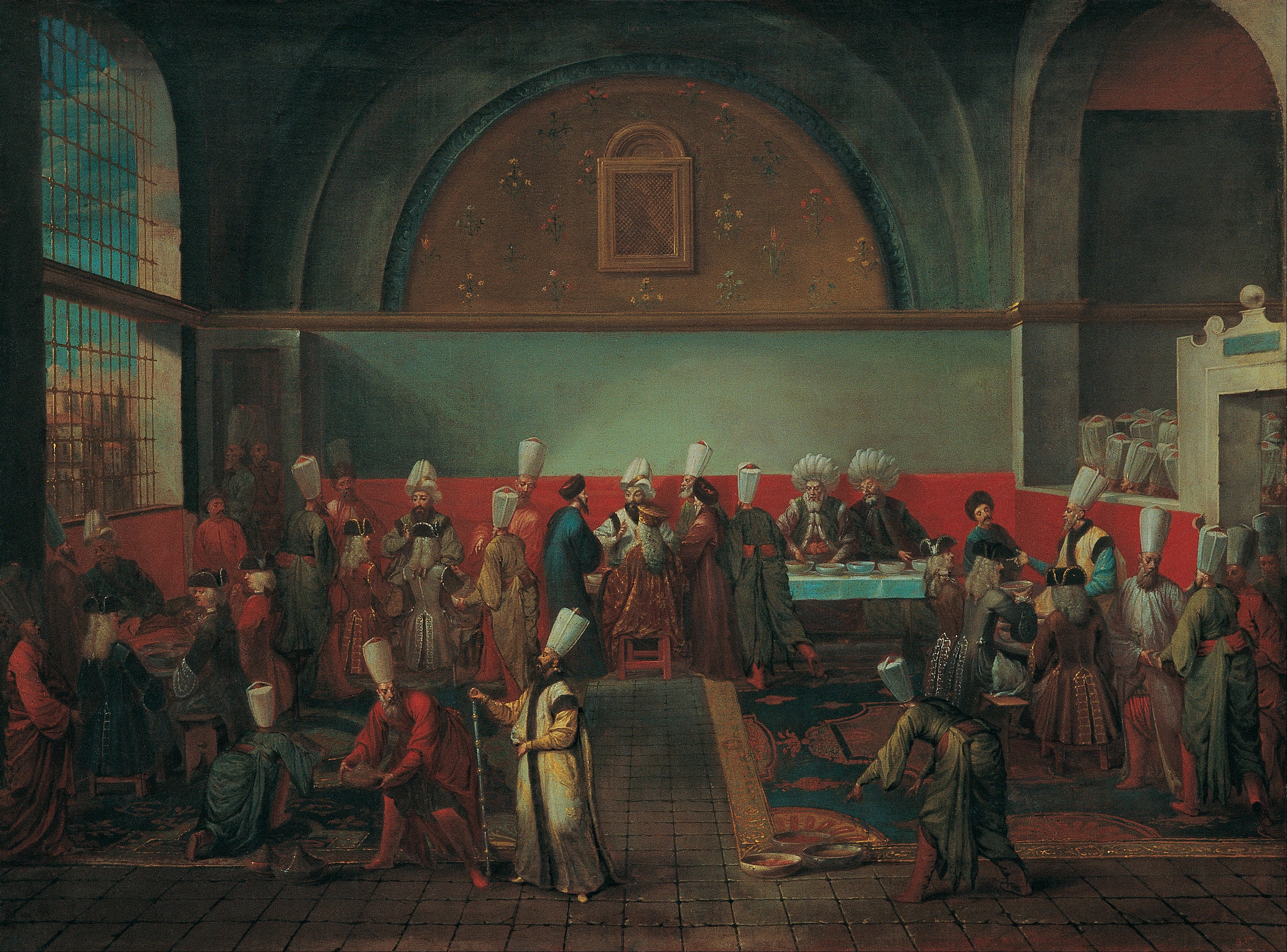

النيشانجي هو منصب قضائي في الدولة العثمانية، وهي آخر الأركان الأربعة في الديوان الهمايوني.
كان النيشانجي يضع ختم السلطان أو طغراءه على ما صدر عنه من فرمانات وبراءات رسمية، ويكون عادة من كبار قضاة الدولة العثمانية، وفي يده سلطة قانونية مهمة.